# コーマック・マーフィー＝オコーナー
コーマック・マーフィー＝オコーナー（Cormac Cardinal Murphy-O'Connor、1932年8月24日 - 2017年9月1日）は、イングランドの枢機卿。カトリック教会の高位聖職者、前ウェストミンスター大司教、イングランドとウェールズの司教の長である。

## 概要
イングランド・レディング出身。2001年、ローマ教皇ヨハネ・パウロ2世によって枢機卿に任じられた。
ウェストミンスター大司教の地位によって、彼は時々イングランドとウェールズの大司教と呼ばれる。しかし、伝統的に全イングランドの大主教の称号はカンタベリー大主教、イングランド大主教の称号はヨーク大主教のものであった。イングランド宗教改革の時代から、これらの司教区はイングランド国教会に属している。また大司教の称号はイングランドとウェールズのカトリック聖職者には与えられなかった。
オコーナー枢機卿は万人救済主義者に位置づけられる。彼は2005年にカトリックの教えと万人救済が両立するとし、万人救済についての希望を表明した。
2017年9月1日、ロンドンにおいて帰天。85歳没。